# Desclasificados
Desclasificados es un EP de la banda española de heavy metal Sphinx y fue publicado de forma independiente en formato de disco compacto y descarga digital en 2012.

## Descripción
Como anticipación del lanzamiento de una nueva producción discográfica de estudio, así como una forma de agradecimiento a sus seguidores, el grupo decidió publicar un EP de forma gratuita en formato de CD y digital. Desclasificados contiene temas inéditos, canciones interpretadas en directo y versiones de las bandas Dio, Triana y Panzer.

## Listado de canciones
| N.º   | Título                                                                | Escritor(es)                                    | Duración |  |
| 1.    | «Condenado a vivir» (Remezclado y remasterizado)                      | Manuel Rodríguez                                | 5:48     |  |
| 2.    | «En el lago» (versión de Triana)                                      | Jesús de la Rosa Luque                          | 5:05     |  |
| 3.    | «Gedeón» (versión de Panzer)                                          | Carlos Pina                                     | 5:07     |  |
| 4.    | «Héroes de un sueño» (lado B del DVD Tour en la oscuridad)            | Manuel Rodríguez                                | 5:00     |  |
| 5.    | «Mártires de la crueldad» (canción inédita, lado B del álbum Renacer) | Manuel Rodríguez                                | 5:16     |  |
| 6.    | «Eterno dolor» (canción inédita, lado B del álbum Renacer)            | Manuel Rodríguez                                | 7:11     |  |
| 7.    | «The Last in Line» (versión de Dio)                                   | Ronnie James Dio / Vivian Campbell / Jimmy Bain | 5:33     |  |
| 39:00 |                                                                       |                                                 |          |  |

## Créditos
- Manuel Rodríguez — voz, teclados y programaciones.
- Justi Bala — guitarra.
- Santi Suárez — guitarra.
- Andrés Duende — bajo (en los temas «Condenado a vivir» y «En el lago»)
- José Pineda — bajo (en los temas «Gedeón», «Héroes de un sueño», «Mártires de la crueldad», «Eterno dolor» y «The Last in Line»)
- Carlos Delgado — batería
- Nino Ruiz — teclados (en el tema «Gedeón»)